# 不惧风暴
是一部2014年由 Steven Quale 執導的美國災難冒险片，John Swetnam编劇，理察·阿米塔格主演。

## 剧情
在俄克拉荷馬州錫爾弗頓鎮，當地的高中高年級學生正在為畢業做準備。高中副校長加里·富勒 (Gary Fuller) 要求他的兩個兒子特雷 (Trey) 和唐尼 (Donnie) 記錄學長們的信息，以便在25年後打開一個時間囊。在其他地方，經驗豐富的風暴追逐者皮特(Pete)一直在嘗試使用名為「提圖斯」的龍捲風攔截車攔截和拍攝龍捲風，但小組在這一年間仍無功而返。在得知正在發展的風暴的主要路線後，追逐者決定趕往錫爾弗頓一睹龍捲風風采。但他們趕到當地時已經慢了一步，然而在錫爾弗頓的另一個龍捲風突然急劇增強且引發冰雹和龍捲風。甚至繞過小隊的攔截車直撲當地高中。
在當地高中。教師面對這個情況立即將所有在外的學生直接編組跑進教學樓中心躲避龍捲風，但直撲而來的龍捲風亦對這間高中構成了嚴重破壞，不少學生因不敵龍捲風吹走失蹤或負傷，加里則著手尋找他的大兒子唐尼，原來唐尼在此時不顧危險去了一家廢棄的造紙廠幫助他的朋友凱特琳完成一個項目；隨後，龍捲風將建築物壓倒，兩人被困。
當皮特的風暴追逐隊停在城鎮的一小部分時，另一龍捲風在加里和特雷到達時形成並摧毀了不少建築物。在龍捲風消散之前，加里成功救出皮特的氣象學家艾莉森·斯通。然後，皮特的團隊同意幫助加里到達造紙廠。在途中，另一輪龍捲風形成並包圍了皮特的團隊，在此過程中摧毀了一個居民區和一個停車場。而一場爆炸將這龍捲風變成了更加危險的火焰龍捲風，攝影師雅各布不顧危險試圖拍攝卻被捲入火焰龍捲風慘死。但只關心風暴數據的皮特仍然不顧危險執意要求團隊繼續行動而引發了不少成員不滿，艾莉森也選擇和追風者團隊分道揚鑣而和加里離開，及後兩人也及時趕到造紙廠廢堆拯救了差點被水管破裂淹沒的唐尼和凱特琳。
在錫爾弗頓鎮上空，兩場大型龍捲風匯聚形成了一個規模驚人的EF-5龍捲颶風蹂躪當地。鎮上的市民已經在學校避難，但皮特的團隊確定學校的風暴避難所必定無力承受這場颶風肆虐。且無法用移動設備提醒學校教職工，皮特團隊駕車趕往學校直接提醒居民必須撤離。就在市民們爭先恐後地登上校車時，皮特和他的團隊亦執意逆行面對颶風，但最後一輛校車和幾輛汽車卻因一座倒塌的輸電塔而被切斷退路。
追風者和其他居民躲在建築工地的雨水渠中，但颶風肆虐機場且捲走了大量飛機和機車，而一台被捲走的卡車更損壞了雨水渠的防風格柵。親見龍捲颶風大肆破壞且目睹家人和居民危在旦夕的皮特交出了他的研究硬盤給加里，然後犧牲自己離開雨水渠並駕駛提圖斯號撞向和固定防風柵欄，並讓其他人將拖繩繫在墜毀的卡車上。但因忽略未乾掉的混凝土無法給提圖斯號提供抗風定力支撐，導致皮特連人帶車被龍捲颶風直接捲走。皮特從提圖斯號上的攝像機親自目睹和體驗了龍捲颶風的上升氣流以及到達雲層的美麗景象後，最後連人帶車共同墜毀在地上慘死。而這次龍捲颶風亦在不久後徹底消散。
龍捲風爆發後，市民開始清理和重建。當加里的兒子們完成他們的時間囊時，他們採訪的許多人都表達了對他們生活的新發現。艾莉森稱讚皮特對科學的犧牲和奉獻。
最後一段影片顯示，被龍捲風捲起的兩名當地冒險家唐克和里維斯倖免於難。

## 角色
- 理察·阿米塔格 - Gary Morris
- 傑瑞米·桑普特 - Jacob
- 薩拉·維恩·考麗絲 - Allison Stone
- 艾莉西亞·戴南－卡瑞 - Kaitlyn
- 內森·克萊斯 - Trey
- Matt Walsh - Pete
- Arlen Escarpeta - Daryl
- Max Deacon - Donnie
- Kyle Davis - Donk
- Scott Lawrence - Principal
- Jon Reep - Reevis

## 制作
2012年7月在底特律開拍，8月13日轉移至 Rochester 繼續拍攝。其他取景地包括Oakland Charter Township, Oakview Middle School 和奧克蘭大学。

## 评价
媒体综评44分，烂番茄新鲜度20%，龙卷风特效场面获赞，故事情节被批。

## 票房
美國首周末票房為1,801萬美元位列第三位，次周末收772万列第六位。香港首周四天收768万港币列榜首。
| 上一届： 《》 | 2014年香港一週票房冠軍 第32週（8月11日至8月17日） | 下一届： 《》 |